# Торнтън Уайлдър
Торнтън Уайлдър (на английски: Thornton Wilder) е американски драматург, преводач и писател на произведения в жанра драма. Той е единственият писател, спечелил награди „Пулицър“ както за художествена литература, така и за драматургия.

## Биография и творчество
Торнтън Нивън Уайлдър е роден на 17 април 1897 г. в Мадисън, Уисконсин, САЩ. Израства в семейство на писатели – баща му Еймъс Уайлдър е редактор и журналист, а майка му Изабела Нивън е поетеса. Има пет братя и сестри. През 1906 г. семейството се премества в Хонг Конг и Шанхай, където баща му е назначен за американски генерален консул до 1912 г. Получава основно образование в Калифорния и завършва гимназията в Бъркли през 1915 г. Опитва да пише пиеси още от гимназията.
По време на Първата световна война в продължение на три месеца служи в армейския артилерийски корпус във Форт Адамс, Род Айлънд,.
Следва две години в Обърлин колидж и после в Йейлския университет, където получава бакалавърска степен през 1920 г. В продължение на година спезиализира археология и италиански език в Американската академия в Рим и получава магистърска степен по френска филология от Принстънския университет през 1926 г. За да се издържа преподава френски и английски език в различни училища, вкл. в Лоурънсвил, и пише сценарии за нямото кино.
Първият му роман „The Cabala“ (Кабалата) е издаден през 1926 г. Вторият му роман, „Мостът на Сан Луис Рей“ (1927), печели награда „Пулицър“ през 1928 г. С възнаграждението от романа построява дом за семейството си в Хамдън.
Следват романите му „Жена от Андрос“ (1930, базиран на комедията „Андрия“ от Теренций), „Небесата са моя посока“ (1935), „Мартенски иди“ (1948), „Осмият ден“ (1967), за който Уайлдър получава наградата „Национална книга“, и „Теофилъс Норт“ (1973).
Автор е на много известни пиеси. Първата му пиеса „The Trumpet Shall Sound“ (Тромпетът да свири) е издадена през 1926 г. За пиесата си „Нашият град“ от 1938 г., поглед към живота в малко американско градче, получава награда „Пулицър“ за драматургия. Същата награда получава и за пиесата си „The Skin of Our Teeth“. Сред другите му пиеси са „The Matchmaker“ (Сватовникът), „Ангелът, който създаваше неприятности, и други пиеси“ (1928), „Дългата коледна вечеря и други пиеси в едно действие“ (1931), „Йонкърският търговец“ (1939), „Детство“ (1960) и „Ранно детство“ (1960).
Голяма част от произведенията му са многократно екранизирани в киното и телевизията.
В периода 1930 – 1936 г. преподава курс по сравнителна литература в Чикагския университет. Участва във Втората световна война като служи във във военното разузнаване на армията на САЩ, първо в Африка, после в Италия до 1945 г. като се издига до чин подполковник и е награден с ордени за заслуги.
След войната преподава литература в Харвардския университет в периода 1950 – 1951 г. и в няколко други университета. Владеейки четири езика прави преводи и адаптации на пиеси от Ибсен, Андре Обе и Жан-Пол Сартр.
През 1957 г. палучава Наградата за мир на немските книгоразпространители.
Торнтън Уайлдър умира на 7 декември 1975 г. в Хамдън.

## Произведения

### Самостоятелни романи
- The Cabala (1926)
- The Bridge of San Luis Rey (1927) – награда „Пулицър“ за роман
Мостът Сан Луис Рей, изд. „М. Г. Смрикаров“ (1939), прев. П. К. Чинков
Мостът на Сан Луис Рей, изд.: „Народна култура“, София (1977), прев. Жени Божилова, Мариана Неделчева
Мостът на Сан Луис Рей, изд. „Захарий Стоянов“ (2010), прев. Жени Божилова
- The Woman of Andros (1930)
- Heaven's My Destination (1935)
- The Ides of March (1948)
- The Eighth Day (1967) – национална награда за книга
Осмият ден, изд.: „Народна култура“, София (1987), прев. Венцислав Венков
- Theophilus North (1973)
Теофилъс Норт, изд.: „Народна култура“, София (1977), прев. Жени Божилова, Мариана Неделчева

### Пиеси
- The Trumpet Shall Sound (1926)
- The Angel That Troubled the Waters and Other Plays (1928)
- The Happy Journey (1931)
- Jed Harris Presents Our Town (1938)
- Our Town (1938) – награда „Пулицър“ за драматургия
- Merchant of Yonkers (1939)
- The Skin of Our Teeth (1942) – награда „Пулицър“ за драматургия
- Our Century (1947)
- The Drunken Sisters (1957)
- The Matchmaker (1958)
- Childhood (1960)
- Infancy (1961)
- The Alcestiad (1977)

### Сборници
- The Angel That Troubled the Waters (1928)
- The Long Christmas Dinner (1932)
- 3 Plays (1957)
- The Collected Short Plays of Thornton Wilder (1997)
- Thornton Wilder Reader (1997)

### Документалистика
- James Joyce, 1882 – 1941 (1944)
- Joyce and the Modern Novel (1957)
- American Characteristics and Other Essays (1979)

### Екранизации
- 1929 The Bridge of San Luis Rey
- 1934 We Live Again
- 1937 Love and How to Cure It
- 1937 The Happy Journey to Trenton and Camden
- 1938 Queens of France
- 1940 Нашият град, Our Town
- 1943 Сянка от съмнение, Shadow of a Doubt
- 1944 The Bridge of San Luis Rey
- 1946 Love and How to Cure It
- 1949 The Long Christmas Dinner
- 1950 Robert Montgomery Presents – тв сериал, 1 епизод
- 1950 – 1951 Pulitzer Prize Playhouse – тв сериал, 3 епизода
- 1952 Grande Teatro Tupi – тв сериал, 1 епизод
- 1953 Omnibus – тв сериал, 1 епизод
- 1953 Königinnen von Frankreich
- 1954 Kraft Television Theatre – тв сериал, 1 епизод
- 1954 Unsere kleine Stadt – тв сериал, 1 епизод
- 1955 Lux Video Theatre – тв сериал, 1 епизод
- 1955 Den lykkelige rejse
- 1955 Producers' Showcase – тв сериал, 2 епизода, по „Our Town“ и „The Skin of Our Teeth“
- 1955 Die Heiratsvermittlerin – по „The Matchmaker“
- 1956 Star Tonight – тв сериал, 1 епизод
- 1956 Dronninger af Frankrig
- 1956 Das lange Weihnachtsmahl
- 1956 Den långa julmiddagen
- 1955 – 1957 BBC Sunday-Night Theatre – тв сериал, 2 епизода
- 1957 The Long Christmas Dinner
- 1958 The DuPont Show of the Month – тв сериал, 2 епизода
- 1958 Die Alkestiade
- 1958 The Matchmaker
- 1958 As I Die
- 1959 A Longa Ceia de Natal
- 1959 The Skin of Our Teeth
- 1959 Notre petite ville
- 1959 ITV Play of the Week – тв сериал, 1 епизод
- 1959 Art Carney Special – тв сериал, 1 епизод
- 1961 Liebe und wie man sie heilt
- 1961 Wir sind noch einmal davongekommen – по „The Skin of our Teeth“
- 1961 Königinnen von Frankreich
- 1961 Unsere kleine Stadt
- 1961 The Ides of March
- 1962 Frankrikes dronninger – по „Queens of France“
- 1962 Den lykkelige reisen
- 1962 Das lange Weihnachtsmahl
- 1963 Happy Journey
- 1964 Theatre 625 – тв сериал, 1 епизод
- 1965 Festival – тв сериал, 1 епизод
- 1965 Francuske kraljice – тв сериал, 1 епизод
- 1967 Auf der Lesebühne der Literarischen Illustrierten – тв сериал, 1 епизод
- 1967 The Long Christmas Dinner – тв сериал, 1 епизод
- 1967 NET Playhouse – тв сериал, 1 епизод
- 1968 Piccola città – по „Our Town“
- 1969 Хелоу, Доли!, Hello, Dolly! – по „The Matchmaker“
- 1970 Vor by – по „Our Town“
- 1976 Die Heiratsvermittlerin
- 1977 Our Town
- 1982 Vår stad
- 1983 American Playhouse – тв сериал, 1 епизод
- 1988 Mr. North – по „Теофилъс Норт“
- 1989 Great Performances – тв сериал, 1 епизод по „Our Town“
- 1991 Shadow of a Doubt
- 1994 Itt a földön is
- 2002 The Big Time – по „Our Town“
- 2003 The Sunday Programme – тв сериал, 1 епизод
- 2003 Our Town
- 2004 Мостът на Сан Луис Рей, The Bridge of San Luis Rey
- 2011 G.K. Chesterton: The Apostle of Common Sense – тв сериал, 1 епизод
- 2012 Our Town VCHS 2012

## Книги за писателя
- Thornton Wilder: A Life (2013) – от Пенелопа Нивен